# 卡尼亚达韦利达
卡尼亚达韦利达，是西班牙阿拉贡自治区特鲁埃尔省的一个市镇。总面积23平方公里，总人口35人（2018年），人口密度2人/平方公里。